# Parc naturel régional de Porto Selvaggio et Palude del Capitano
Le parc naturel régional de Porto Selvaggio et Palude del Capitano (en italien : Parco naturale regionale Porto Selvaggio e Palude del Capitano) est un espace naturel protégé créé dans les Pouilles en 2006 sur la commune de  Nardò, dans la province de Lecce,.

## Historique

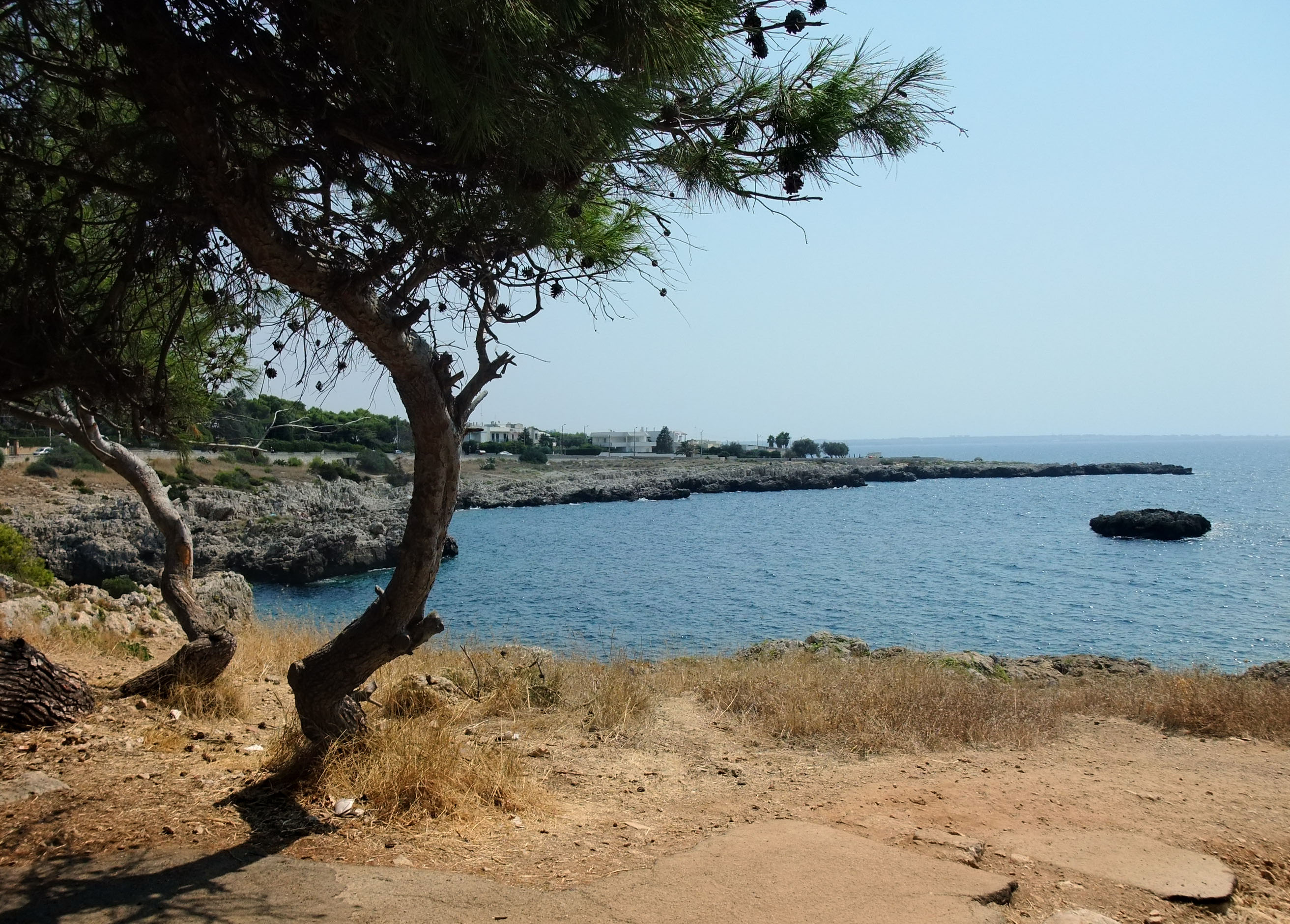
Porto Salvaggio.

Le parc a été officiellement créé par la loi régionale no 21 de 1980 et comprenait initialement 420 ha. Une partie du parc, d'environ 250 ha, a été créée grâce au terrain vendu à la municipalité par le baron Angelo Antonio Fumarola de Porto Selvaggio. Ce terrain comprend l'une des célèbres tours qui bordent le parc ; la  Torre dell'Alto.
Le parc naturel régional a été créé par la loi régionale du 15 mars 2006. La zone comprend trois sites d'importance communautaire (SIC) : Torre Uluzzo - Torre Inserraglio - Palude del Capitano, et de nombreuses zones d'intérêt archéologique et paléontologique ; sa gestion est confiée par la loi régionale instituante à la Commune de Nardò.

## Territoire
Il comprend la zone du parc naturel régional aménagé de Porto Selvaggio - Torre Uluzzo (créé en 1980) et la Palude del Capitano (classé espace naturel en 1997). La côte est rocheuse et découpée, caractérisée par des forêts de pins et des maquis méditerranéens. 
Le long de la côte se trouvent la Torre dell'Alto, la Torre Uluzzo et la Torre Inserraglio. Sur le territoire du parc se trouve également la grotte du Cheval, une grotte naturelle côtière en calcaire, qui fait partie d'un plus grand système de grottes naturelles situées dans la baie d'Uluzzo.

## Galerie

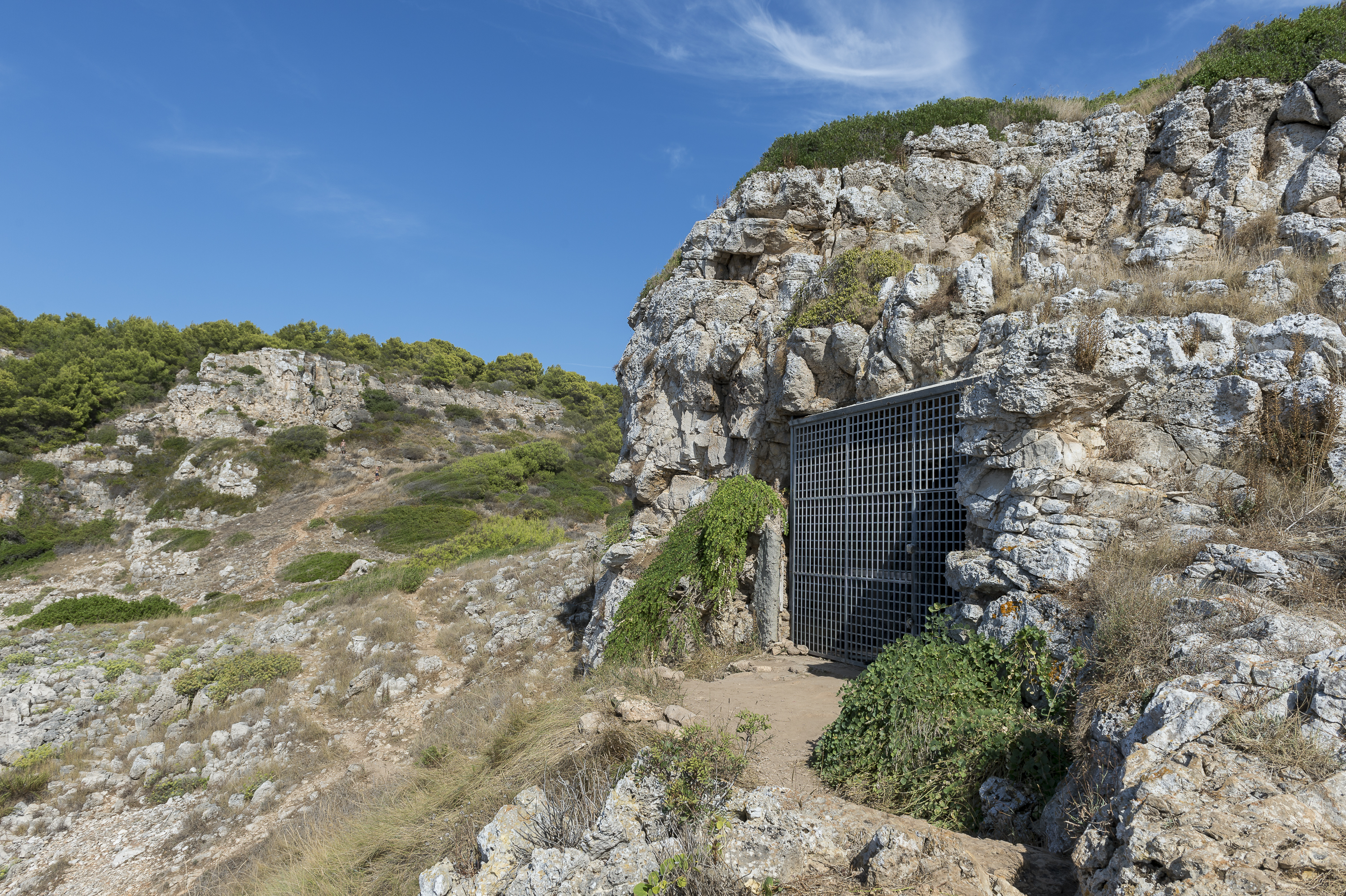
La Grotta del Cavalo.
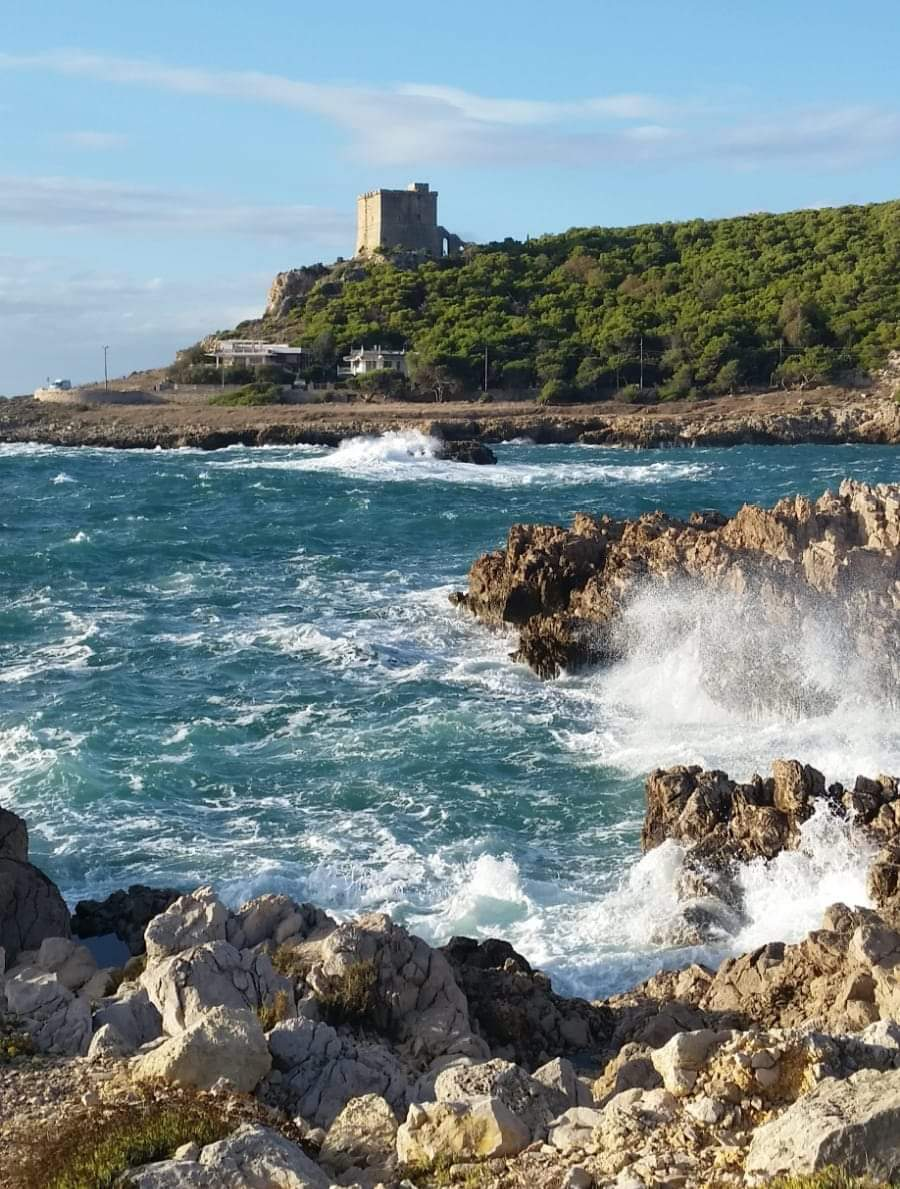
La Torre dell'Alto.
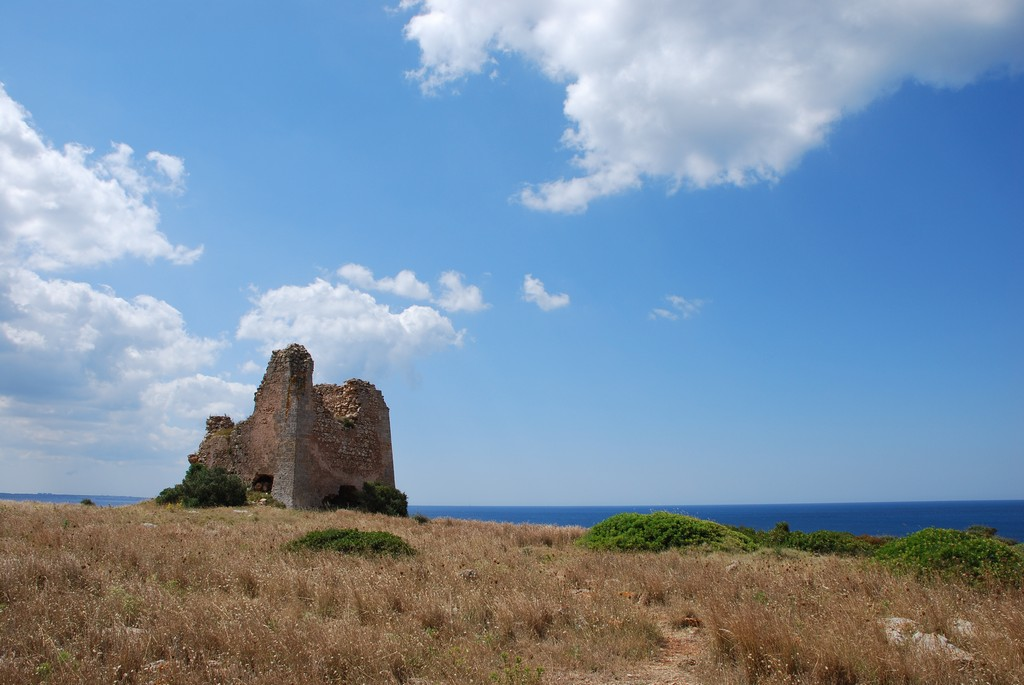
La Torre Uluzzo.
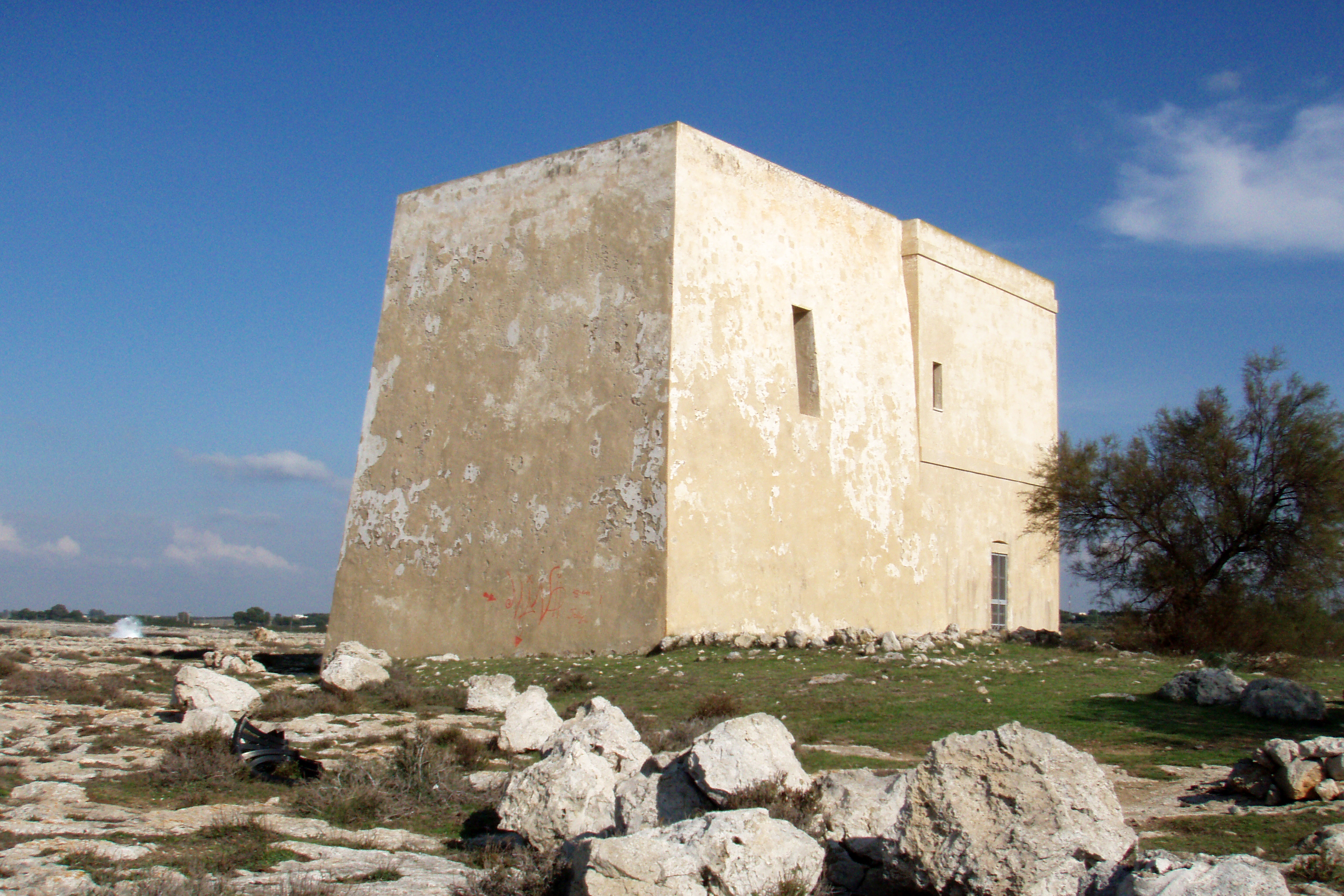
La Torre dell'Inserraglio.